# Lei Lina
Lei Lina (Lanzhou, China, 19 de febrero de 1988) es una jugadora de tenis de mesa australiana. Ha ganado ocho medallas en cuatro Juegos Paralímpicos, incluidas cinco de oro.

## Biografía
Lei nació el 19 de febrero de 1988. Comenzó a jugar tenis a los 7 años. Tiene una diferencia longitud de las piernas de 6 cm.
Asistió a la Universidad de Ciencia y Tecnología de la Información de Nanjing.
Se mudó a Melbourne, Australia en 2017.  También se registró en Table Tennis Australia, y compitió en el Abierto de Australia durante el Circuito Mundial de la ITTF 2019 (con atletas aptos), perdiendo su único partido individual 0–4 ante Shin Yu-bin de Corea del Sur.